# Alrance (rivière)
Pour les articles homonymes, voir Alrance (homonymie).
L'Alrance est une rivière du Sud de la France qui coule dans le département de l'Aveyron. C'est un affluent du Tarn en rive droite, donc un sous-affluent de la Garonne.

## Géographie
De 26 km de longueur, l'Alrance prend sa source dans le massif du Lévézou au-dessus d'Alrance, un village du département de l'Aveyron, alimente le lac de Villefranche-de-Panat et se jette dans le Tarn en rive droite, à Brousse-le-Château

### Communes et cantons traversés
Dans le seul département de l'Aveyron, l'Alrance traverse les cinq communes suivantes de Alrance (source), Villefranche-de-Panat, Lestrade-et-Thouels, Broquiès, Brousse-le-Château (confluence).
Soit en termes de cantons, l'Alrance prend source dans le canton de Salles-Curan, conflue dans le canton de Saint-Rome-de-Tarn, le tout dans l'arrondissement de Millau.

## Principaux affluents

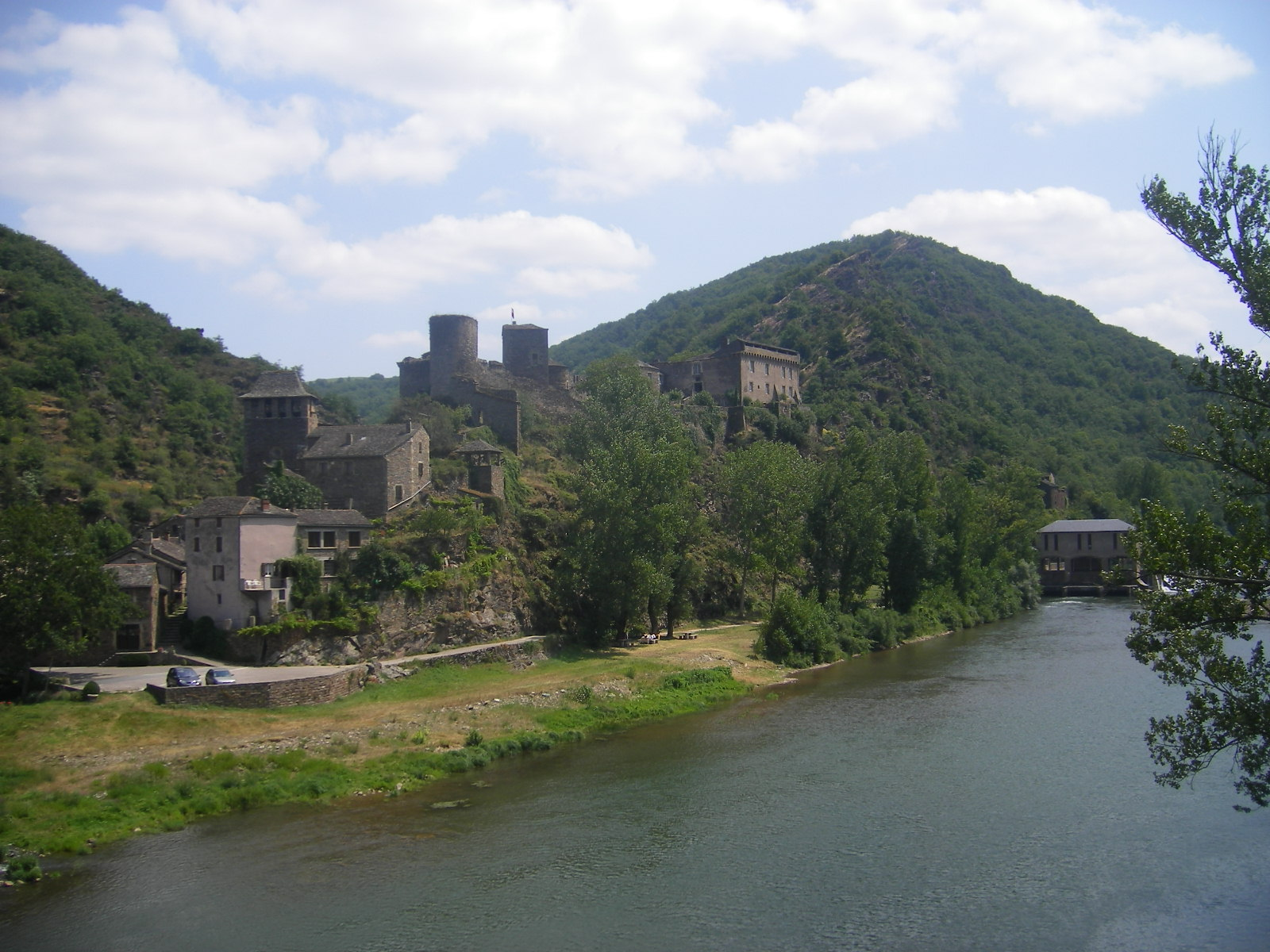
Vue du château de Brousse-le-Château, au bord du Tarn pas loin du confluent avec l'Alrance

- Le Violon Bas (6,6 km)
- La Niade (4,4 km)
- Le Pouganiès (2,3 km)
- Le Bétouille (4,5 km)
- La Planquette (1,8 km)
- Le Cansac (2,8 km)
- Le Genras (5,4 km)

## Hydrologie

### L'Alrance à Brousse-le-Château
L'Alrance est une rivière irrégulière, à l'instar de ses voisines de la région. Son débit a été observé sur 6 ans (entre 1921 et 1926), à Brousse-le-Château, localité située au niveau de son confluent avec le Tarn. La surface ainsi étudiée est de 87 km2, soit la quasi-totalité du bassin versant de la rivière.
Le module de la rivière à Brousse-le-Château était de 1,13 m3/s.
L'Alrance présente des fluctuations saisonnières de débit bien marquées. Les hautes eaux se déroulent de la fin de l'automne jusqu'au printemps, et se caractérisent par des débits mensuels moyens allant de 1,32 à 2,11 m3/s, de décembre à mai inclus (avec deux maxima : en février et en avril). À partir du mois de juin, le débit baisse rapidement jusqu'aux basses eaux d'été qui ont lieu de juillet à octobre, entraînant une  baisse du débit mensuel moyen atteignant un plancher de 0,19 m3/s au mois de septembre. Mais ce ne sont que des moyennes qui cachent des fluctuations plus prononcées selon les années.

### Crues
Les crues de l'Alrance sont en général assez modérées, compte tenu de la taille assez réduite de son bassin versant. La série des QIX n'a jamais été calculée, étant donné la trop courte durée d'observation des débits.
Le débit journalier maximal enregistré à Brousse-le-Château a été de 11,70 m3/s le 4 avril 1922.

### Lame d'eau et débit spécifique
L'Alrance est une rivière assez abondante. La lame d'eau écoulée dans son bassin versant est de 410 millimètres par an, ce qui est nettement supérieur à la moyenne d'ensemble de la France (320 millimètres par an), et aussi à la moyenne du bassin de la Garonne (384 millimètres par an). Le débit spécifique (ou Qsp) atteint 13,0 litres par seconde et par kilomètre carré de bassin.